# سانتوس خورخي
سانتوس خورخي (بالإسبانية: Santos Jorge)‏ هو موزع وملحن إسباني وبنمي، ولد في 1 نوفمبر 1870 في Peralta, Navarre ‏ في إسبانيا، وتوفي في 22 ديسمبر 1941 في بنما في بنما.